# 傾国の美女
傾国の美女（けいこくのびじょ）とは、元首が寵愛にかまけて政治を疎かにしたため、その国家が崩壊に至った女性をいう。傾城傾国（けいせいけいこく）の故事成語で知られる。なお、慣例で傾城は「けいじょう」ではなく、「けいせい」と読む。

## 概要
出典は前漢の李延年による。
（北方に佳人有り　絶世に而て獨り立つ　一たび顧みれば人の城を傾け　再び顧みれば人の國を傾く　寧ぞ傾城と傾國を知らずや　佳人を再び得るは難し）
また、白居易の長恨歌もよく知られている。
最初に傾国の美女と呼ばれた女性は李夫人だったが、実には国の崩壊とは関係のない人物だった。

## 傾国の美女とされる人物
中国
- 末喜
- 妲己
- 褒姒
- 息嬀
- 夏姫
- 西施
- 趙飛燕
- 趙合徳
- 潘玉児
- 馮小憐
- 張麗華
- 楊貴妃
- 陳円円

日本
- 額田王
- 藤原薬子
- 常磐御前
- 阿野廉子
- 日野富子
- 淀殿